# Воин (фрегат, 1804)
«Воин» — парусный 32-пушечный фрегат Черноморского флота Российской империи, участник русско-турецкой войны 1806—1812 годов.

## Описание фрегата
Длина судна составляла 41,2 метра, ширина — 10,7 метра, а осадка — 4,7 метра. Вооружение судна состояло из 32-х орудий.

## История службы
Фрегат был заложен на Херсонской верфи  5 июня 1803 года и после спуска на воду 26 октября 1804 года вошёл в состав Черноморского флота России. Строительство вёл корабельный мастер М. И. Суровцов.
В составе эскадр находился в практических плаваниях в Чёрном море в 1805 и 1806 годах.
Принимал участие в русско-турецкой войне 1806—1812 годов. Весной 1807 году выходил в крейсерство к устью Дуная во главе отряда.
21 апреля 1807 года в составе эскадры контр-адмирала С. А. Пустошкина вышел из Севастополя к Анапе. 27 апреля, лавируя у крепости вёл наблюдения за противником, на следующий день подошел к берегу с целью обнаружить расположение турецких батарей, вызвав их огонь на себя, а затем артогнём подавил одну из них. 29 апреля прикрывал высадку десанта, взявшего крепость. После взятия Анапы с другими судами эскадры вернулся в Севастополь.
С 31 мая по 10 июля ходил к Трапезунду в составе эскадры. 07 июня вёл бомбардировку турецких войск, находящихся на берегу. В апреле 1809 года выходил в крейсерство к устью Дуная, а с 19 мая по 7 июня совместно с бригом «Алексей» — к Анапе. При этом 24 мая суда захватили  турецкое судно, 30 мая и 4 июня вели бомбардировку крепости, и к 7 июня пришли в Феодосию. 15 июня вышли из Феодосии к Суджук-кале с десантом на борту. 16 июня вели обстрел укреплений, но в связи с численным превосходством противника ушли от Суджук-кале в Севастополь.
С 23 октября по 10 ноября 1809 года в составе отряда капитана 1-го ранга П. М. Макшеева фрегат ходил к Варне. В мае 1810 года совместно с фрегатом «Назарет» крейсировал у устья Дуная и Варны. С 19 июня по 5 августа в составе отряда капитан-лейтенанта П. А. де Додта ходил к Сухум-Кале, принимал участие в двухдневной бомбардировке крепости и высадке взявшего её десанта.
С 9 по 26 августа в составе эскадры контр-адмирала А. А. Сарычева ходил из Севастополя к Варне. C 17 принимал участие в шестичасовом преследовании обнаруженных турецких судов, но ночью противнику удалось уйти. С 6 по 30 октября в составе эскадры выходил к Трапезунду, где 11 октября вёл бомбардировку батарей противника.
В декабре 1810 года ходил с грузом в Суджук-Кале. В апреле следующего дога выходил в крейсерство к Варне, а с 27 июня по 15 августа входил в состав эскадры, крейсировавшей у Варны и мыса Калиакра.
В августе 1812 года принимал участие в переброске войск из Анапы в Севастополь. С 1815 по 1821 год нёс брандвахтенный пост в Севастополе.

## Командиры фрегата
Командирами судна в разное время служили:
- А. Е. Ватутин (1805 год).
- С. В. Подгаецкий (1806-1807 годы).
- С. И. Стулли (1809 год).
- К. Д. Сальти (1810 год).
- К. И. Жорж (1811-1813 годы).
- И. С. Скаловский (1815 год).
- С. М. Михайли (1817 год).
- И. М. Головин (1819 год).
- И. И. Свинкин (до июля 1821 года).